# 飯局

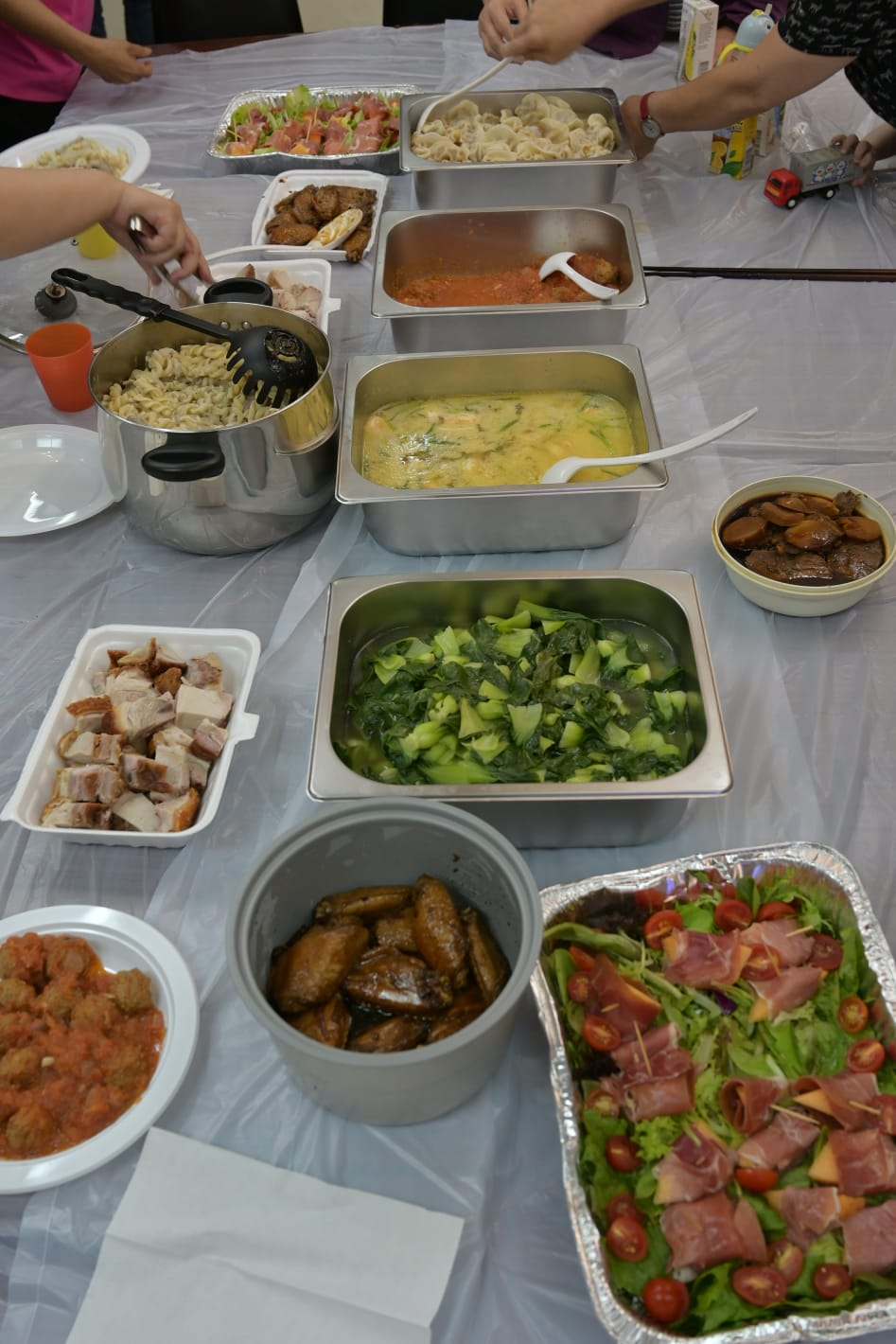
香港教會舉行的聚餐

飯局，是兩個或者以上的人聚會吃飯，目的是社交活動、思想交流、增進友誼、相討大計、慶祝典禮、盛事等等。
飯局之中，「飯」即是美食及娛樂表演，「局」即是出席参予者的成員身份組合，及其飯局主題目的，都是各参予者所關心的，飯局發起及聯絡人都應有設計，成敗在此。
英文中的“potluck”是指每家各自都带菜，或是一家一菜，大家一起分享食物的聚餐。

## 著名飯局
- 2011年香港藝人飯局事件
- 小桃園飯局事件
- 鴻門宴

## 相關
- 《志雲飯局》
- 私人飯局
- 中國會、香港會
- 私人會所
- 餐廳食肆、酒樓、西餐廳
- 燭光晚餐
- 餐桌禮儀
- 公款消费，AA制、孟尝君有大食大
- 公共關係、記者招待會
- 國宴、宴會、公司週年餐舞會
- 餐前雞尾酒酒會、開幕儀式
- 主家席、座位編排表 [2]
- 文娛表演、司儀、抽獎、舞獅
- 贊助、拍賣會
- 大窝飯
- 和頭酒
- 晚宴